# Mimosybra bipunctata
Mimosybra bipunctata là một loài bọ cánh cứng trong họ Cerambycidae.